# ムハッラク
座標: 北緯26度15分 東経50度37分 / 北緯26.250度 東経50.617度
ムハッラク（アラビア語: المحرّق Al-Muḥarraq アル・ムハッラク）はバーレーンの都市。バーレーン島の北東ムハッラク島にあり、ムハッラク県（ムハッラク州）の県都である。日本ではムハラクと表記されることがある。
ムハッラクは1810年に首都として建設され、1923年までバーレーンの首都であった。
市内にはバーレーン国際空港がある。また、バーレーンでもっとも成功しているサッカークラブであるアル・ムハッラク・クラブをはじめ、リーグ優勝経験を持つバーレーン・クラブ、アル・ハーラ・クラブが本拠地としている。
2012年に「真珠採り、島の経済を物語るもの」（Pearling, Testimony of an Island Economy）の名で、市内の17の建築物などが世界遺産に登録された。